# Eckerö

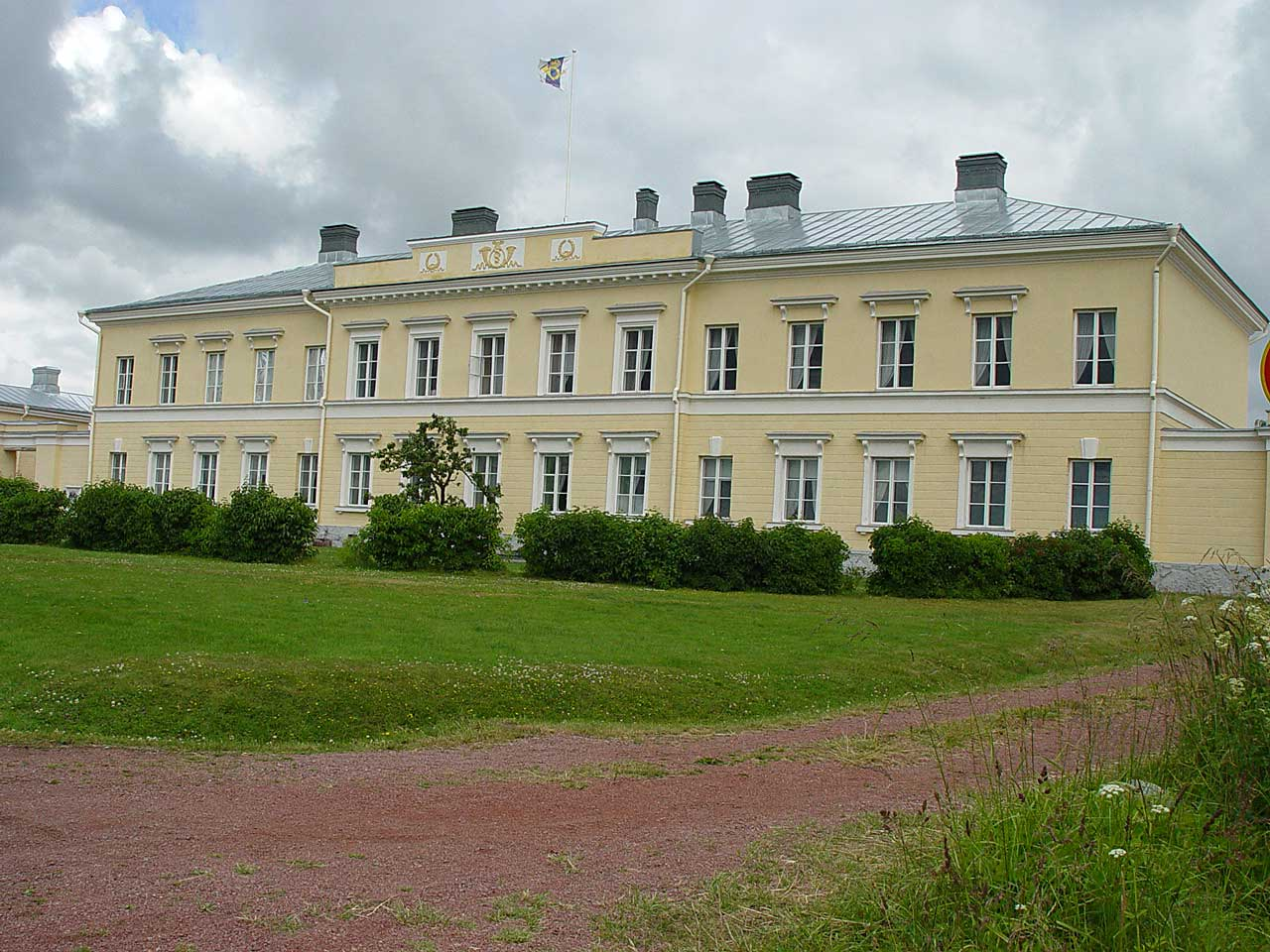
Eckerös Post- und Zollhaus

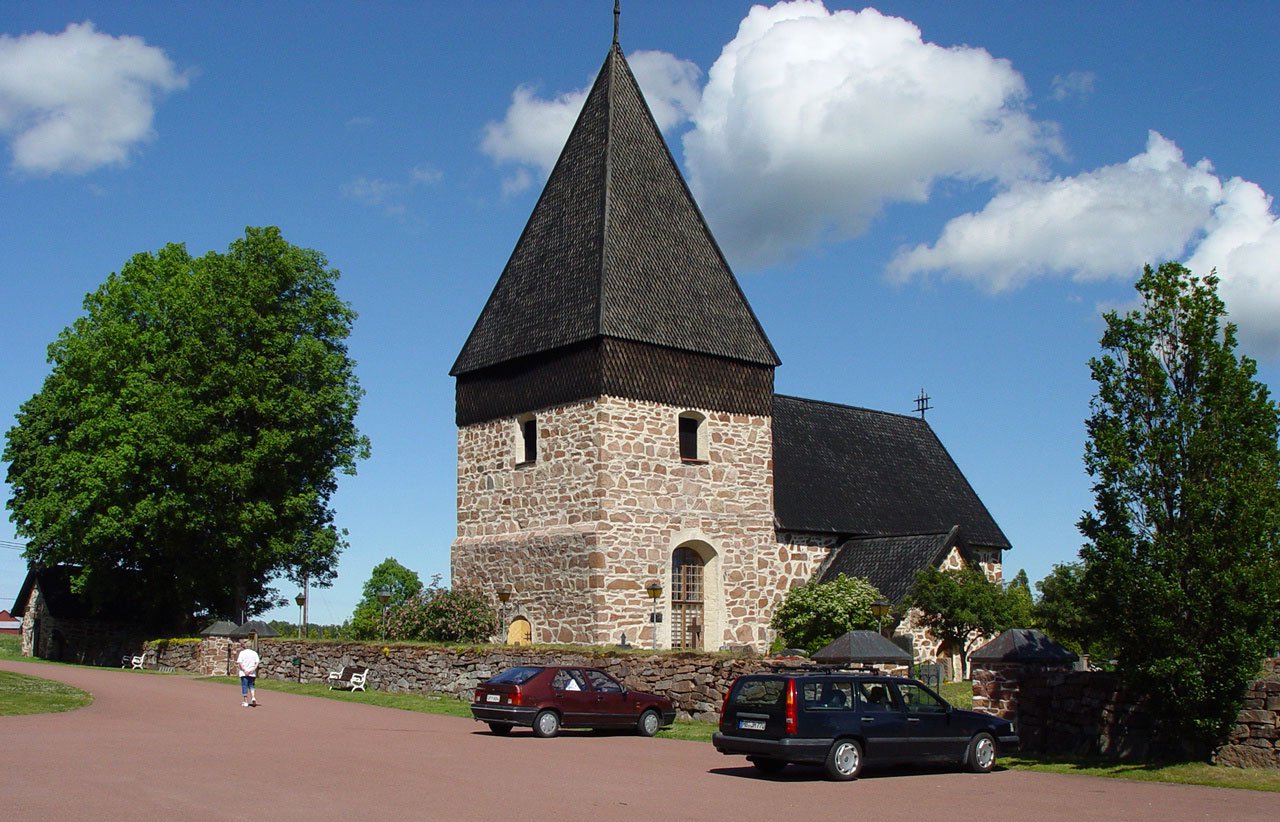
Eckerös mittelalterliche Kirche

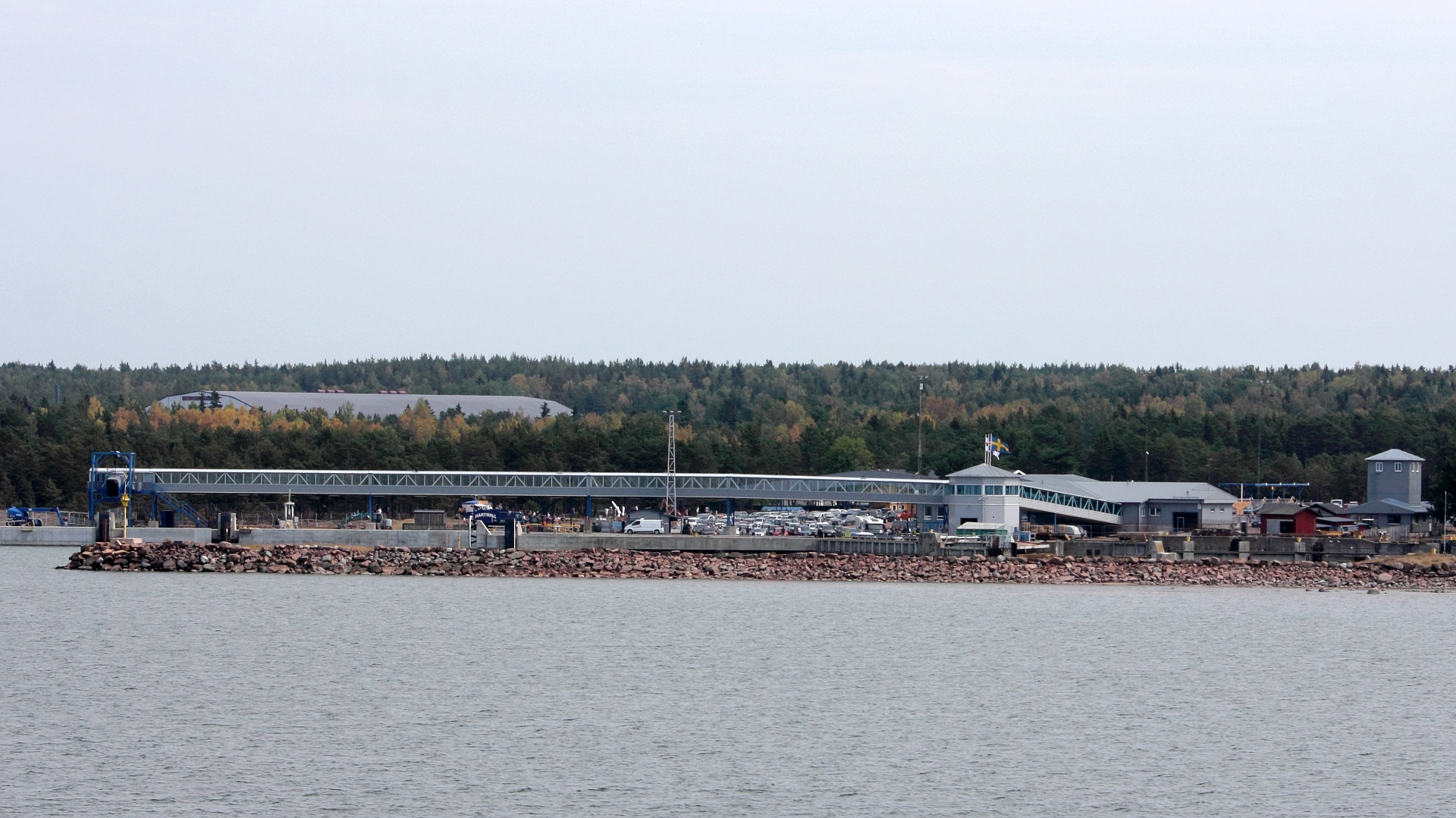
Der Fährhafen in Berghamn

Eckerö ist eine Gemeinde in der autonomen finnischen Provinz (finnisch: Lääni) Åland mit 939 Einwohnern (Stand 31. Dezember 2022). Sie liegt im äußersten Westen von Åland und ist somit Finnlands westlichste Gemeinde. Sie liegt auf einer eigenen Insel, die aber zur Hauptinsel Fasta Åland gerechnet wird und mit dieser durch eine Brücke verbunden ist. 
Im Osten grenzt die Nachbargemeinde Hammarland an. Das Zentrum Eckerös ist Storby. Bis nach Mariehamn sind es etwa 35 Kilometer.
Von den Einwohnern Eckerös sprechen 89 Prozent Schwedisch als Muttersprache, 6 Prozent Finnisch und 5 Prozent andere Sprachen (Stand: 2012). Alleinige Amtssprache ist, wie auf ganz Åland, das Schwedische.

## Geschichte
Eckerö wurde erstmals gegen 1320 als Ækro erwähnt; der erste Teil des Ortsnamens ist wohl als Variante von schwedisch åker, Acker, zu verstehen, ö ist das schwedische Wort für Insel.
Ebenso wie Vårdö im Osten des åländischen Festlands war auch Eckerö im Westen eine wichtige Durchgangsstation für die Postroute Turku-Stockholm. Zeugnis der Bedeutung des Postverkehrs für die Gemeinde ist das prachtvolle, von Carl Ludwig Engel 1828 entworfene Post- und Zollhaus beim Hafen Berghamn, von wo aus die Postboote Åland in Richtung Stockholm verließen.
Zu den Sehenswürdigkeiten der Gemeinde gehört neben dem bereits genannten Posthaus die Steinkirche aus der Zeit um 1400, deren kleine Glocke die älteste Kirchenglocke Finnlands ist.

## Verkehr
Vom Fährhafen in Berghamn, an der Westküste von Eckerö, gelangt man mit der Fähre der Eckerö Linjen ins schwedische Grisslehamn.

## Ortschaften
Zur Gemeinde gehören die Orte:
Berghamn,
Björnhuvud (Björnhovda),
Degersand,
Finbo,
Kyrkby,
Käringsund,
Marby,
Överby,
Skag,
Storby,
Torp,
Skeppsvik,
Udden.
Västerbergen